# Polygonatum sibiricum
Polygonatum sibiricum là một loài thực vật có hoa trong họ Măng tây. Loài này được F.Delaroche miêu tả khoa học đầu tiên năm 1811.